# Feliz de perder
«Feliz de perder» es una canción del grupo musical chileno Los Tres, registrada en su segundo disco de estudio Se remata el siglo, de 1993. Es el tercer sencillo, solo radial y casi no oficial. Sin embargo, cuenta con un video musical registrado en su DVD de Grandes Éxitos.

## Contenido
Escrita por Álvaro Henríquez y parte de Se remata el siglo en 1993, esta canción es una de las más pesadas de Los Tres, con una compleja estructura y solos de guitarra distorsionados continuos. Evoca elementos del grunge norteamericano. El primer single, "No Sabes Qué Desperdicio Tengo en el Alma" es otra buena muestra del rock algo más pesado que se incluiría en el disco.
Rara vez es tocada en vivo, se destaca la interpretación en las "Raras tocatas de la Rock & Pop" en 1999, donde es más lenta pero sin perder su distorsión y sonido grunge.

## Video
Cuenta con un video oficial, registrado en el DVD de Grandes Éxitos en 2000, el video muestra escenas de Los Tres en vivo y otras paseando o caminando.